# Municipio de Southside (Minnesota)
El municipio de Southside (en inglés: Southside Township) es un municipio ubicado en el condado de Wright en el estado estadounidense de Minnesota. En el año 2010 tenía una población de 1521 habitantes y una densidad poblacional de 20,73 personas por km².

## Geografía
El municipio de Southside se encuentra ubicado en las coordenadas 45°16′29″N 94°11′52″O / 45.27472, -94.19778. Según la Oficina del Censo de los Estados Unidos, el municipio tiene una superficie total de 73.37 km², de la cual 62,85 km² corresponden a tierra firme y (14,34 %) 10,52 km² es agua.

## Demografía
Según el censo de 2010, había 1521 personas residiendo en el municipio de Southside. La densidad de población era de 20,73 hab./km². De los 1521 habitantes, el municipio de Southside estaba compuesto por el 98,88 % blancos, el 0,13 % eran afroamericanos, el 0,13 % eran asiáticos y el 0,85 % eran de una mezcla de razas. Del total de la población el 0,59 % eran hispanos o latinos de cualquier raza.